# Аржанов, Борис Яковлевич
Бори́с Я́ковлевич Аржа́нов (14 июня 1942, Горький — 29 сентября 2021, Рязань) — советский и российский театральный актёр и режиссёр, народный артист Российской Федерации (1995).

## Биография
В 1963 году окончил Школу-студию при Горьковском театре драмы. С 1974 года работал в Рязанском государственном областном театре драмы.
В 1986 году дебютировал как режиссёр, поставив спектакль для детей «День рожденья кота Леопольда». Также поставил спектакли «Аленький цветочек» (1995), «Жигало, или…» (1999), был ассистентом режиссёра в подготовке спектакля «Играющие на закате» (1997).
В 1987 году Аржанову присвоено звание заслуженный артист РСФСР, а в 1995 году — народный артист Российской Федерации.
Скончался 29 сентября 2021 года.

## Роли в театре
- Господин Фернандо Бальбоа («Играющие на закате»)
- Господин Оргон («Игра любви и случая»)
- Перес («Дом, где всё кувырком»)
- Комиссар («Торосский злодей»)
- Дорофей Никитич Карнаухов («Простушка и воспитанная»)
- Якоби («Смерть Иоанна Грозного»)
- «Волки и овцы» А. Н. Островского — Вукол Наумович Чугунов
- «Кошка на раскалённой крыше» Теннесси Уильямса — Доктор Бау
- Жорж Красиков («Гибель Европы на Страстной площади»)
- Король («Золушка»)
- Доктор Ломбарди («Слуга двух господ»)
- Ричард Уилли (бенефисный спектакль «Он, Она и…»)
- Дон Херонимо («Дуэнья»)
- Лещ («Последние»)
- Стародуб («Недоросль»)